# Majengo (Tunduru)
Majengo ist ein Verwaltungsbezirk (Ward) des Distrikts Tunduru in der tansanischen Region Ruvuma.

## Geografie
Majengo liegt im Süden von Tansania. Der Bezirk umfasst den westlichen Teil der Distrikthauptstadt Tunduru und das daran anschließende Gebiet. Es liegt rund 600 Meter über dem Meeresspiegel und steigt nach Westen leicht an.
Der Bezirk grenzt im Norden an Nakayaya, im Nordosten an Mlingoti Mashariki, im Osten an Mchangani, im Süden an Nanjoka, im Südwesten kurz an Mlingoti Magharibi und im Westen an Kidodoma. Bei der Volkszählung 2022 lebten 8860 Menschen in 2596 Haushalten auf einer Fläche von 8 Quadratkilometern.

## Gliederung
Der Bezirk besteht aus drei Gemeinden (Mtaa) mit acht Orten (Kitongoji):
| Majengo - Majengo A - Majengo B - Majengo C | Kalanje - Kalanje - Vodacom - Benk | Muungano - Uhindini - Muungano |

## Wirtschaft und Infrastruktur
- Bildung: Die Tunduru Secondary School ist eine staatliche weiterführende Schule.[8]
- Gesundheit: Im Bezirk liegen das staatliche Distriktkrankenhaus von Tunduru[9] sowie eine private Apotheke.[10]
- Flughafen: Südlich des Krankenhauses befindet sich ein kleiner Flughafen.[3]
- Nationalstraße: Im Nordosten des Bezirks bildet die Nationalstraße von Songea nach Mtwara kurz die Bezirksgrenze.[3][11]